# Francesca Senette
Francesca Maria Fabiola Senette (Tradate, 26 settembre 1975) è una giornalista e conduttrice televisiva italiana.

## Biografia
Cresciuta a Cislago (VA), vive e lavora a Milano. Inizia la propria attività giornalistica negli anni '90 scrivendo per una testata locale, L'informazione dell'Altomilanese, e successivamente collaborando con Antennatre: presso cui poi conduce il notiziario regionale e due trasmissioni settimanali, su turismo e moda. Si laurea con 110 e lode in Scienze politiche all'Università Cattolica del Sacro Cuore di Milano. Dal 2001 è iscritta come giornalista professionista all'Ordine dei Giornalisti della Lombardia. Durante un servizio politico realizzato per Antenna 3 viene notata dal direttore del TG4, Emilio Fede, che la chiama poi a condurre l'edizione delle 11:30; diviene così uno dei volti più noti del TG4. Successivamente, oltre al tg, le è affidata la conduzione del rotocalco Sipario, basato sulle interviste, sempre su Rete 4.
Nel 2002 Mario Calabresi, Andrea Galdi e Francesca Senette ricevono insieme il "Premio Ischia in ricordo di Angelo Rizzoli". Cura per un periodo la rubrica TobaToba sul quotidiano Libero, di Vittorio Feltri. Per 8 anni ha curato mensilmente una rubrica di libri per bambini sul settimanale Donna Moderna. Nel 2003 ha condotto l'ottava edizione del Premio Lunezia vinta da Claudio Baglioni. Nel 2005 si è sposata con l'imprenditore Marcello Forti, dal quale ha avuto due figli: Alice, nata il 3 aprile 2006, e Tommaso, nato il 13 giugno 2013. Dopo aver concluso tre corsi dell'Associazione italiana sommelier, nel 2006 è divenuta sommelier. L'8 settembre 2008, dopo otto anni trascorsi in Mediaset passa a Rai 2 per condurre il programma televisivo Italia allo specchio, in onda dal lunedì al venerdi dalle 14:40 alle 16:15.
Dal 2009 segue i progetti di Intervita oggi WeWorld Onlus in Cambogia (2009), realizzando un reportage per Donna Moderna. Nel giugno 2011, sempre con Intervita, si reca nel Benin, Africa occidentale, per seguire i progetti sulla malnutrizione dei bambini. Nell'estate 2012, testimonial della Onlus, ha visitato i progetti contro il turismo sessuale in Brasile. Quindi con la Onlus è stata in Nepal, Kenya, Tanzania e India sempre a supporto dei progetti per i diritti delle donne e dei bambini e legati alle emergenze alimentari. Nel 2009 riceve il Grand Prix Corallo di Alghero.
Dal 2010 al 2012 insegna Fashion communication & Fashion editing all'Accademia del Lusso di Milano. Dal gennaio 2011 conduce Effetti Personali, trasmissione dedicata ai viaggi con interviste a personaggi famosi che vivono o amano la città oggetto della puntata. La trasmissione, in onda su La7d viene riconfermata anche per il 2012 e il 2013. Il 29 aprile 2011 conduce su LA7d, lo speciale Will e Kate, il principe trova moglie, per seguire in diretta (la prima del canale) il matrimonio tra William Windsor e Catherine Middleton. Nel 2012 Francesca Senette inizia a collaborare con Geppi Cucciari nel preserale di La7 G'Day realizzando interviste e vox populi, nella rubrica Abbiamo l'esclusiva.
Incinta del suo secondogenito, realizza e porta in onda su Sky - easy baby Diario di un bebè - #Mytummyway, il racconto in diretta, docu-factual e tutorial, dei nove mesi di gravidanza. Nel maggio 2014 pubblica il libro Cose che non mi aspettavo quando stavo aspettando per Kowalski-Feltrinelli, sull'esperienza della gravidanza. Dal 2017 è il volto della trasmissione YoYoga, su DeA Junior. Testimonial per la Fondazione Umberto Veronesi a difesa della salute della pelle, conduce retreats, team building ed eventi legati allo yoga, al benessere olistico e alla salute, intervenendo anche in trasmissioni televisive su queste tematiche.

## Televisione
- TG4 (Rete 4, 2002-2008)
- Sipario del TG4 (Rete 4, 2005-2006)
- Italia allo specchio (Rai 2, 2008-2009)
- Mondiali di ciclismo di Varese (Rai 2, 2008)
- Premio Marisa Bellisario (Rai 2, 2009)
- Effetti personali (LA7, 2011-2013)
- Will e Kate, il principe trova moglie (LA7d, 2011)
- G'Day (LA7, 2012), inviata
- #Mytummyway - Diario di un bebè (Easy Baby, 2013)
- YoYoga (DeA Junior, dal 2017)
- QVC informa (QVC, dal 2020)

## Riconoscimenti
- 2002 - "Premio Ischia in ricordo di Angelo Rizzoli" con Mario Calabresi e Andrea Galdi.
- 2009 - "Grand Prix Corallo di Alghero".